# Operazione Mitra
Operazione Mitra è un film italiano del 1951 diretto da Giorgio Cristallini.

## Trama
Stefano Carli, un giovane in cerca di un impiego, che vive con la madre in una modesta abitazione, frequenta diversi amici poco raccomandabili ai quali chiede prestiti in denaro senza essere coinvolto nelle loro attività losche.
Una sera capita in un locale notturno e conosce Marisa, della quale si innamora, ricambiato ben presto dalla donna. Per conquistarla però, sottrae soldi alla madre ed è così costretto a fare da palo a una rapina organizzata dai suoi amici, che si rivelano malviventi, comandati da Aldo. Quando quest'ultimo viene catturato poco prima della realizzazione della rapina, Stefano non esita a prendere il suo posto e porta a termine il colpo al quale ne fanno seguito diversi altri. Marisa in principio non sospetta della provenienza del denaro, ma quando vede cambiato l'atteggiamento dell'amato decide di parlargli apertamente; si reca dove crede sia il suo ufficio, ma entra in casa della madre di Stefano che le rivela la verità. Lei, dopo un drammatico confronto con l'uomo, decide di denunciarlo alla polizia con una lettera anonima dove vengono avvisati che l'autore delle rapine arriverà nella notte al porto cittadino.
Quando Stefano giunge, ignaro della presenza della polizia, Marisa lo mette in guardia facendolo fuggire e sparando ella stessa contro i poliziotti prima di annegare nelle acque del porto. Dopo un'ultima rapina fallita in una fabbrica, Stefano e Aldo insieme agli altri componenti della banda vengono braccati sull'autostrada. Aldo sarà ucciso in una sparatoria e Stefano, vagando per la città in preda al delirio, tenta di salire su una nave per espatriare, ma i poliziotti presenti lo riconoscono; lui, continuando a sparare, si inerpica su una gru del porto ma, giunto quasi alla cima, mette un piede in fallo e precipita al suolo.

## Produzione
La lavorazione del film cominciò nel 1951, con il titolo Transito vietato e le musiche di Renzo Rossellini, ma venne completato tre anni più tardi, musicato da Mario Nascimbene.

## Distribuzione
Il film ottenne il visto di censura n. 17.035 del 4 agosto 1954 con una lunghezza di 2.193 metri e venne distribuito soltanto nei primi mesi del 1955 con un titolo diverso, L'incubo è finito. A Milano venne proiettato il 23 febbraio 1955.

## Incassi
Il film incassò 81.120.000 lire dell'epoca.